# 2004年夏季残疾人奥林匹克运动会博茨瓦纳代表团
2004年夏季残疾人奥林匹克运动会博茨瓦纳代表团是博茨瓦纳派出的2004年夏季残疾人奥林匹克运动会代表团。获得1枚金牌。